# Lago de Robièi
O Lago Robièi é um lago artificial localizado no cantão de Ticino, na Suíça. O reservatório deste lago tem uma capacidade de 6.700.000 m³ e ocupa uma área de 0,24 km².
O lago localiza-se a uma altitude de 1940 m perto Lago de Cavagnöö e do Lago de Zott.
O reservatório deste lago pode ser alcançado seguindo a estrada através do Vale Maggia para Bignasco e proceder para San Carlo. Da localidade de San Carlo, um teleférico leva à barragem de 900 m mais acima. A construção da barragem foi concluída em 1967.